# 짧은꼬리둥근잎박쥐
짧은꼬리둥근잎박쥐(Hipposideros curtus)는 잎코박쥐과에 속하는 박쥐의 일종이다. 카메룬과 적도기니에서 발견된다. 자연 서식지는 아열대 또는 열대 기후 지역의 습윤 저지대 숲과 동굴이다. 서식지 감소로 위협을 받고 있다.